# Коэволюция

Коэволюция на примере мышей и сов.
1. Бо́льшая часть популяции мышей обладает светлым мехом, который хорошо виден, меньшая — малозаметным тёмным мехом. В то же время в популяции сов только меньшинство имеет очень хорошее зрение, а её бо́льшую часть составляют совы с обычным зрением.
2. На мышей со светлым мехом охотятся оба типа сов, что привело к сокращению популяции светлых мышей. В результате популяция сов выросла. Поскольку сов с обычным зрением было большинство, они так и остались преобладающим типом.
3. Благодаря своему успеху в укрытии от сов тёмные мыши выживают и составляют бо́льшую часть популяции мышей. Поскольку популяция светлых мышей значительно сократилась, совы с плохим зрением не могут хорошо охотиться. Совы с хорошим зрением могут охотиться на тёмных мышей, поэтому они выживают и размножаются.
4. Тёмных мышей не очень хорошо видно, поэтому у них больше шансов выжить, чем у светлых. Таким образом они передают свои гены, и мыши с тёмной шерстью в популяции начинают доминировать. Точно так же совы с хорошим зрением могут охотиться на тёмных мышей, поэтому такие совы начинают преобладать.

Коэволю́ция — совместная эволюция биологических видов, взаимодействующих в экосистеме. Изменения, затрагивающие какие-либо признаки особей одного вида, приводят к изменениям у другого или других видов.
Понятие «коэволюция», впервые было применено экологами Паулем Эрлихом и Питером Рейвеном в 1964 году для описания координированного развития различных видов в составе одной экосистемы. В качестве примера коэволюции приводилось описание взаимосвязи растения и гусеницы. Растение, защищаясь от поедания, производит ядовитые для гусениц вещества. В то же время определённые виды гусениц, в частности гусеницы бабочки монарха, вследствие эволюции приобрели нечувствительность к растительным ядам. Более того, они накапливают эти яды в своем теле и сами становятся несъедобными для птиц.
Концепцию коэволюции ввёл Н. В. Тимофеев-Ресовский в 1968 году. Происходит при различных типах биоценотических взаимосвязей между видами, которые реализуются при взаимодействии конкретных видов в отдельных биоценозах:395. Коэволюция сопровождается формированием комплекса взаимных адаптаций (коадаптаций), оптимизирующих устойчивые взаимодействия популяций разных видов:395.
Так как экосистемы формируют сеть межвидового взаимодействия, то все виды, входящие в экосистему, должны коэволюционировать.

## Коэволюция при разных типах межвидовых взаимоотношений

### При взаимоотношении видов смежныхтрофических уровней

#### В системе «хищник—жертва»
Наиболее частым примером коэволюции является взаимодействие в системе «хищник-жертва». Адаптации, вырабатываемые жертвами для противодействия хищникам, способствуют выработке у хищников механизмов преодоления этих приспособлений, получается своеобразная «гонка вооружений». Например, если жертва хорошо прячется, хищнику нужно научиться её искать и передать это умение потомкам. Если хищник хорошо отыскивает, жертве нужно прятаться ещё лучше или придумывать другие способы защиты и т. д. Длительное совместное существование хищников и жертв приводит к формированию системы взаимодействия, при которой обе группы устойчиво сохраняются на изучаемой территории. Подобные механизмы коэволюции наблюдаются между фитофагами и поедаемыми ими растениями. Нарушение такой системы часто приводит к отрицательным экологическим последствиям:405—413.
Негативное влияние нарушения коэволюционных связей наблюдается при интродукции видов. В частности, домашние козы и кролики, интродуцированные в Австралии, не имеют на этом материке эффективных механизмов регуляции численности, что приводит к разрушению природных экосистем.

#### В системе «фитофаг—растение»
Фитофаги и их кормовые растения эволюционируют связанно (коэволюционируют): растения приобретают признаки устойчивости к поедателям (например, ядовитость разной степени или колючесть), а фитофаги противостоят этому:395—405.

#### В системе «паразит—хозяин»
Считается, что эволюция паразитов направлена на уменьшение летальности своих хозяев от заражения, настоящим паразитам выгодно долго эксплуатировать хозяев, а не убивать их. На начальном этапе коэволюции паразитов и хозяев происходит «гонка вооружений». Форма «паразитирования на убой» свойственна некоторым паразитоидам (например, наездникам):с. 421.

### При взаимоотношении видов несмежных трофических уровней

#### При межвидовой конкуренции
В общем случае, если речь идёт о конкуренции видов за определённый ресурс, становление биоценозов связано с расхождением их экологических ниш и уменьшением уровня межвидовой конкуренции:423

#### При мутуализме
Примером коэволюции является взаимодействие организмов при мутуализме. В этом случае эффективность взаимодействия организмов важна для выживания особей обоих видов.
- Одним из ярких случаев коэволюции видов при мутуализме является совместная эволюция некоторых цветковых растений и их опылителей при зоофилии. Цветок зоофильных моноспециализированных растений устроен таким образом, что нектар из него может достать только один определённый вид, а у многих колибри наблюдается даже специализация полов на разные виды растений (по длине клюва).
- Коэволюция муравьёв и растений. В тропических лесах Южной Америки наблюдается коэволюционный мутуализм растений рода Акация (Мимозовые семейства бобовых) и древесных муравьёв. Например, Акация cornigera, на которой живут муравьи Pseudomyrmex ferruginea, получает защиту от вредителей, а муравьи — вознаграждение в виде готовых полостей для муравейника и специальных питательных органов, развившихся у растений.
- В некоторых случаях активная зоохория (тип комменсализма), при рассмотрении длительного временного промежутка, может быть мутуалистичной и приводить к коэволюции. Например, отмечается, что сойки на зиму избыточно запасают жёлуди дуба в разных тайниках, иногда забывая некоторые места на земле, в которых впоследствии вырастают деревья. Отбор на такую специфическую забывчивость выгоден и для популяции соек, так как способствует расширению ареала дуба, элемента их кормовой базы.